# بروس روجرز (مصمم جرافيك)
بروس روجرز (بالإنجليزية: Bruce Rogers)‏ هو مصمم جرافيك أمريكي، ولد في 14 مايو 1870 في Linwood, Indiana ‏ في الولايات المتحدة، وتوفي في 21 مايو 1957 في نيو فيرفيلد في الولايات المتحدة.

## معرض صور

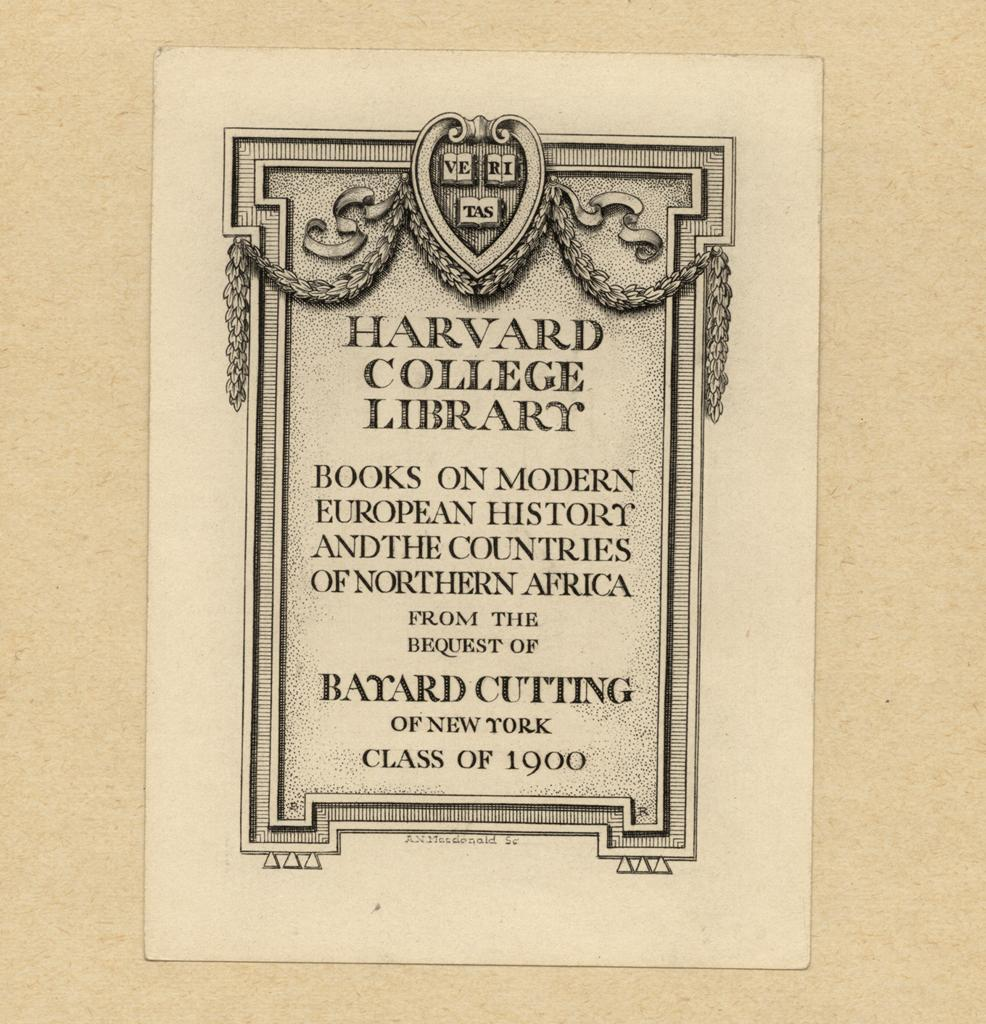
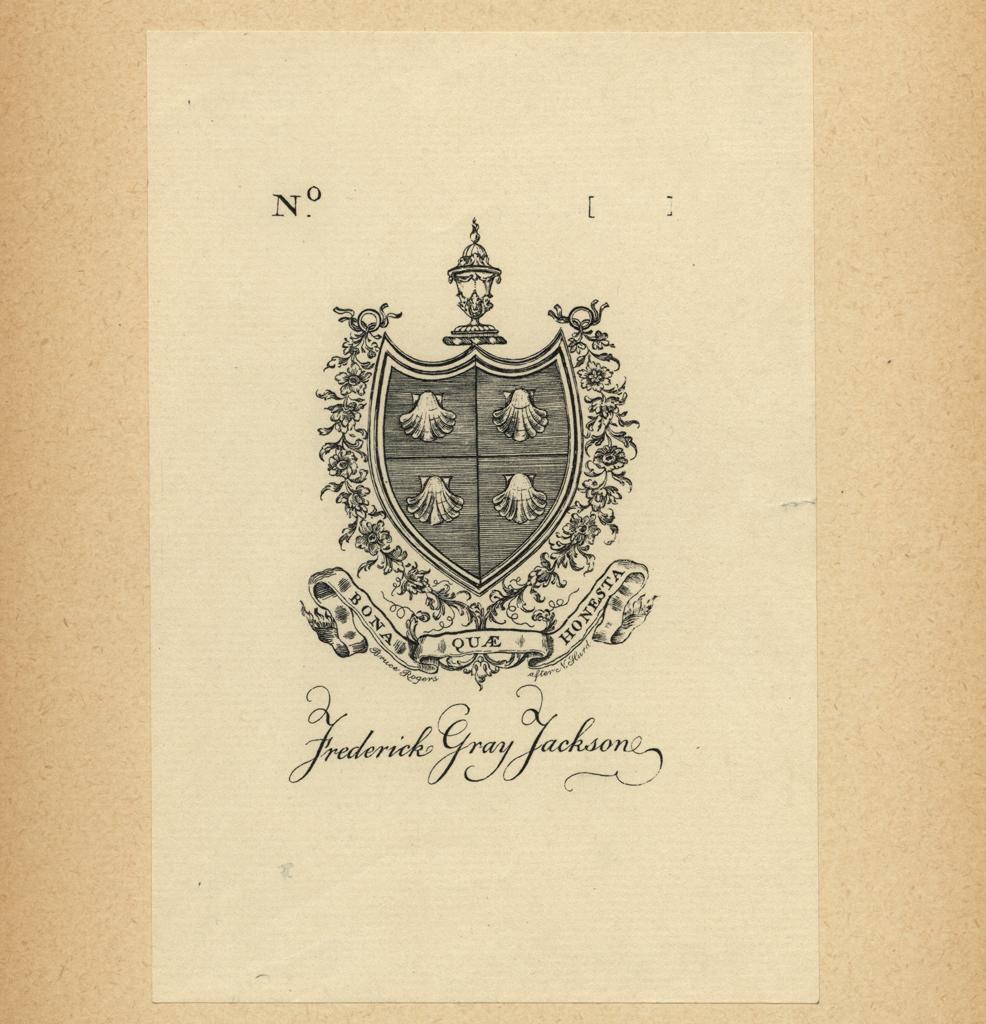
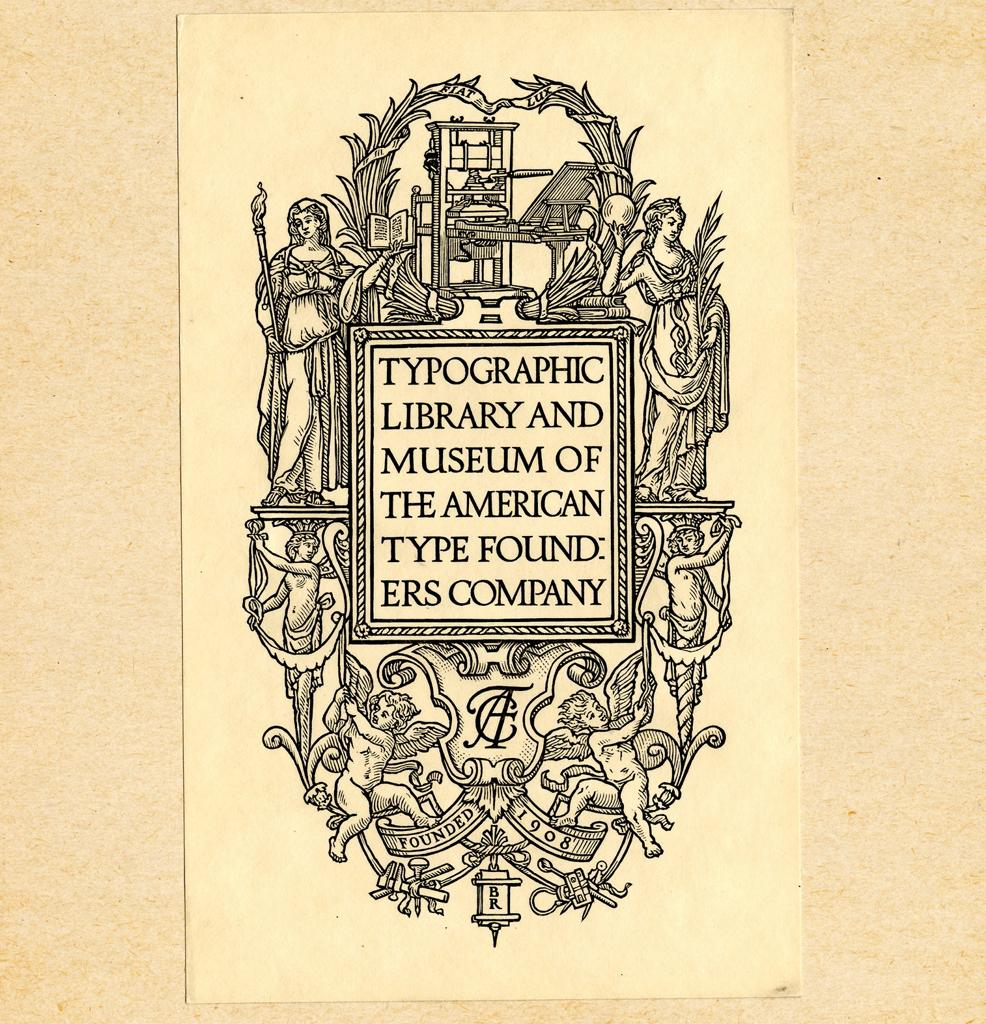
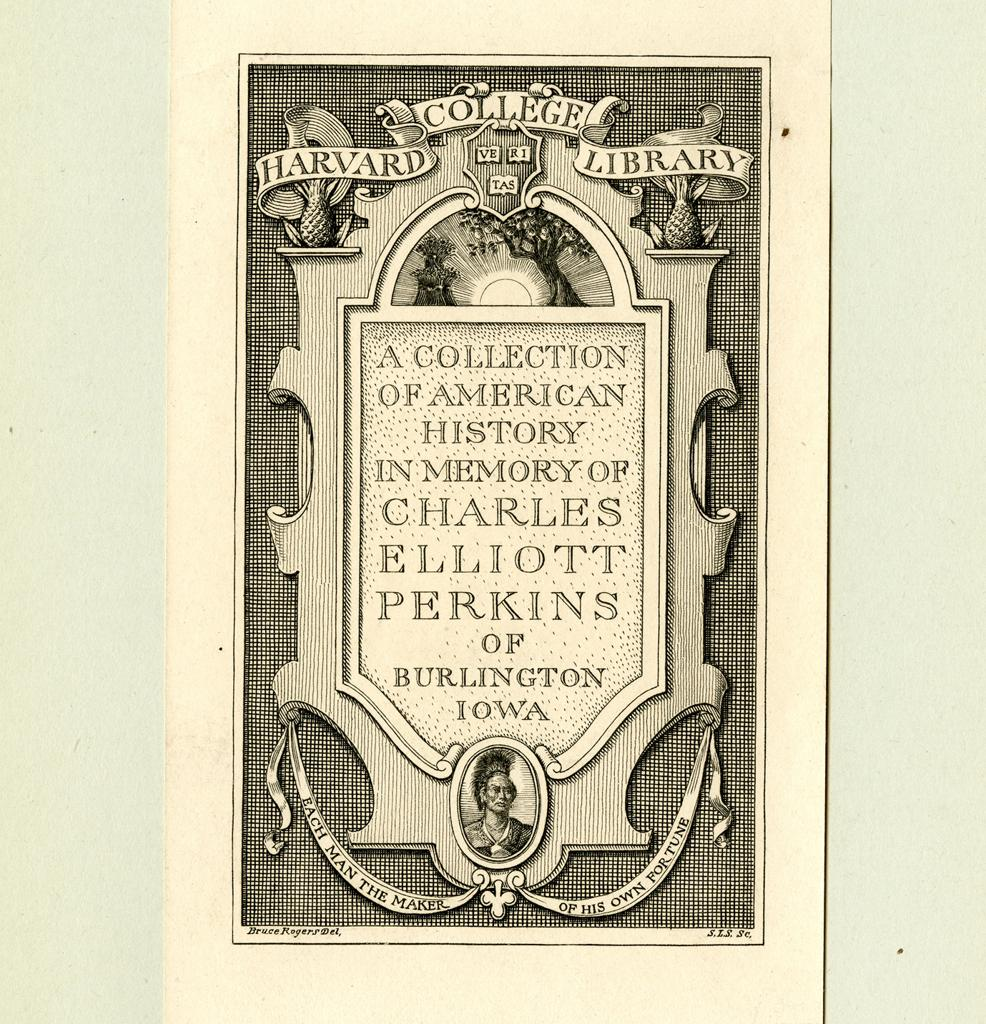
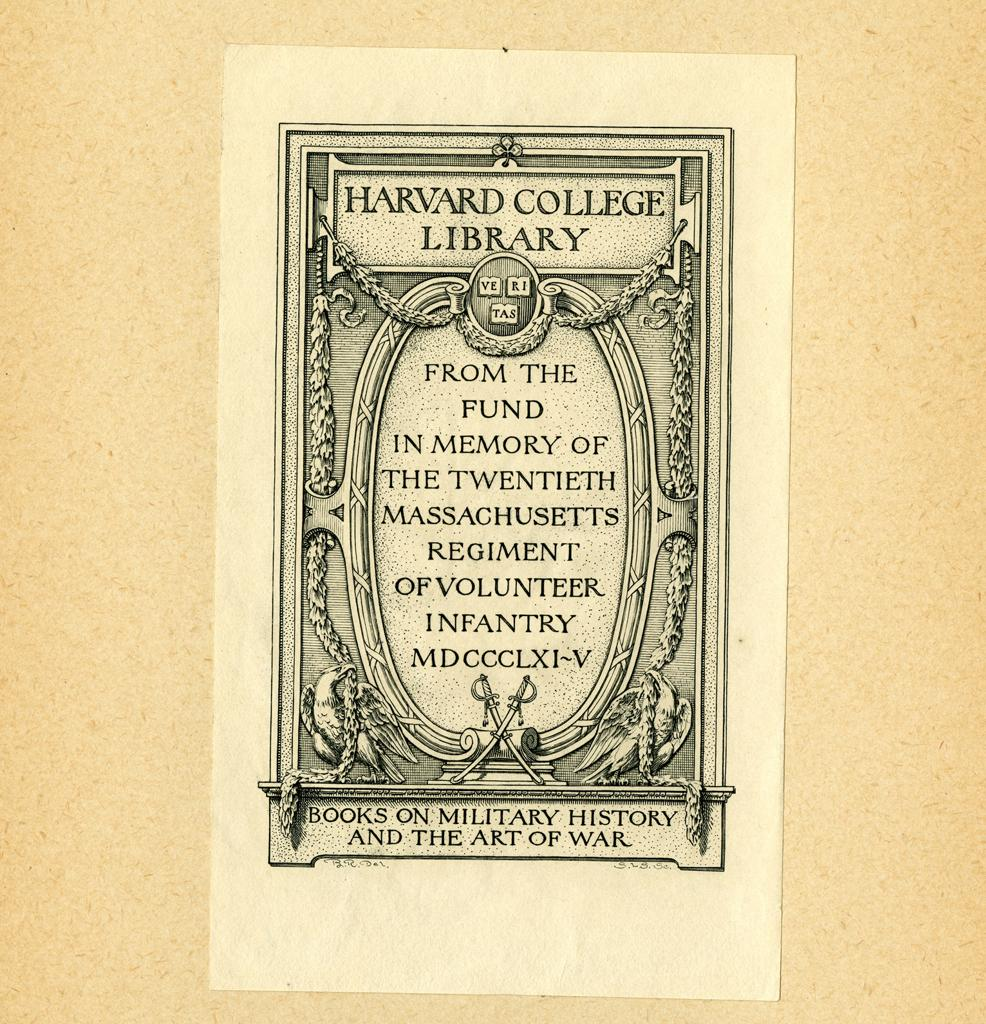

## وصلات خارجية
- بروس روجرز على موقع الموسوعة البريطانية (الإنجليزية)